# Aeroporto de Cotswold
O Aeroporto de Cotswold ((IATA: GBA), (IATA: EGBP)) (anteriormente Kemble Airfield) é um aeroporto privado de aviação geral, perto da vila de Kemble em Gloucestershire, Inglaterra. Localizado a 4,5 NM (8,3 km; 5,2 milhas) a sudoeste de Cirencester, foi construído originalmente como um campo da "Royal Air Force" (RAF) e era conhecido como RAF Kemble. A equipe de acrobacias "Red Arrows" ficou sediada lá até 1983. Hoje é usado para o armazenamento e reciclagem de aviões aposentados, bem como escolas de aviação, clubes e indústria.
O Aeroporto de Cotswold está localizado fora do espaço aéreo controlado, permitindo a livre circulação de aeronaves de treinamento. Também está centralmente posicionado entre Cheltenham, Gloucester e Swindon. A estação ferroviária mais próxima fica em Kemble.

## Histórico

### RAF Kemble
O trabalho de construção do RAF Kemble começou em 1936, e a primeira unidade operacional a chegar ao campo foi a Unidade de Manutenção No. 5 em 22 de junho de 1938. Em 1940, a "No. 4 Service Ferry Pool" mudou-se para a estação de Cardiff, e Kemble tornou-se uma das principais bases para as operações de transporte de aeronaves do "Air Transport Auxiliary" nesta região das Ilhas Britânicas. Na mesma época, Kemble também foi a casa da "No. 1 Overseas Aircraft Preparation Unit" (OAPU).
De 1966 até 1983, Kemble abrigou os Red Arrows, a equipe de exibição acrobática da RAF, que operava Folland Gnats e BAe Hawks. Depois que os Red Arrows se mudaram para o RAF Scampton, o campo foi usada pela Força Aérea dos EUA como instalação de manutenção, inicialmente para aeronaves A-10 Thunderbolt, seguida por Northrop F-5, McDonnell Douglas F-15 Eagle, Lockheed C-130 Hercules e Boeing KC-135 Stratotankers.
Após o fim da Guerra Fria, a Força Aérea dos EUA deixou o campo que foi devolvido ao Ministério da Defesa (MoD). O Exército Britânico fez uso do local para armazenar veículos e equipamentos excedentes, e os voos militares terminaram na estação em março de 1993.

### Uso civil
O MoD inicialmente alugou edifícios na antiga estação antes de vender o local para Ronan Harvey, um empresário local, em março de 2001.
Houve uma ameaça de fechamento por causa de um erro que o Conselho Distrital de Cotswold cometeu em relação à permissão de planejamento quando foi vendido pelo Ministério da Defesa. No entanto, isso não é mais o caso, e o status de planejamento do aeródromo foi alterado para o de aeroporto. Em julho de 2007, o aeródromo foi novamente ameaçado pelo conselho depois que moradores locais apresentaram queixas de poluição sonora.
Em junho de 2008, a ameaça de fechamento diminuiu depois que o Conselho Distrital de Cotswold permitiu que os voos continuassem, mas em setembro de 2008, o Conselho Distrital de North Wiltshire procurou anular essa decisão no Supremo Tribunal, pois disse que a decisão original era falha.

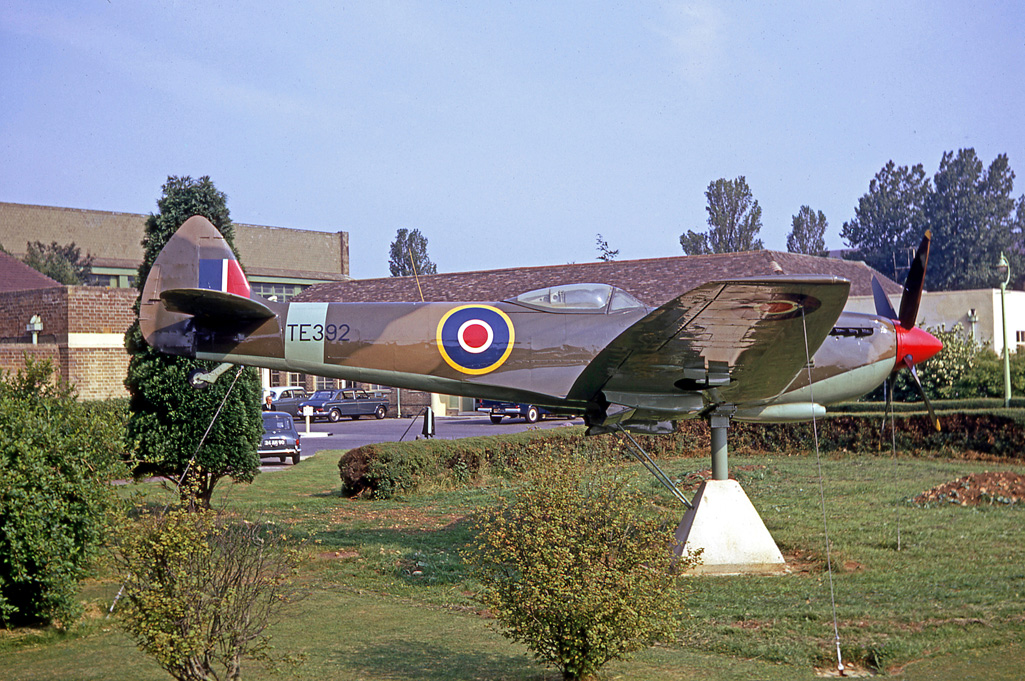
A área de entrada principal de RAF Kemble em 1967 com um hangar pré-guerra no fundo a esquerda e um Spitfire como "guardião do portal".

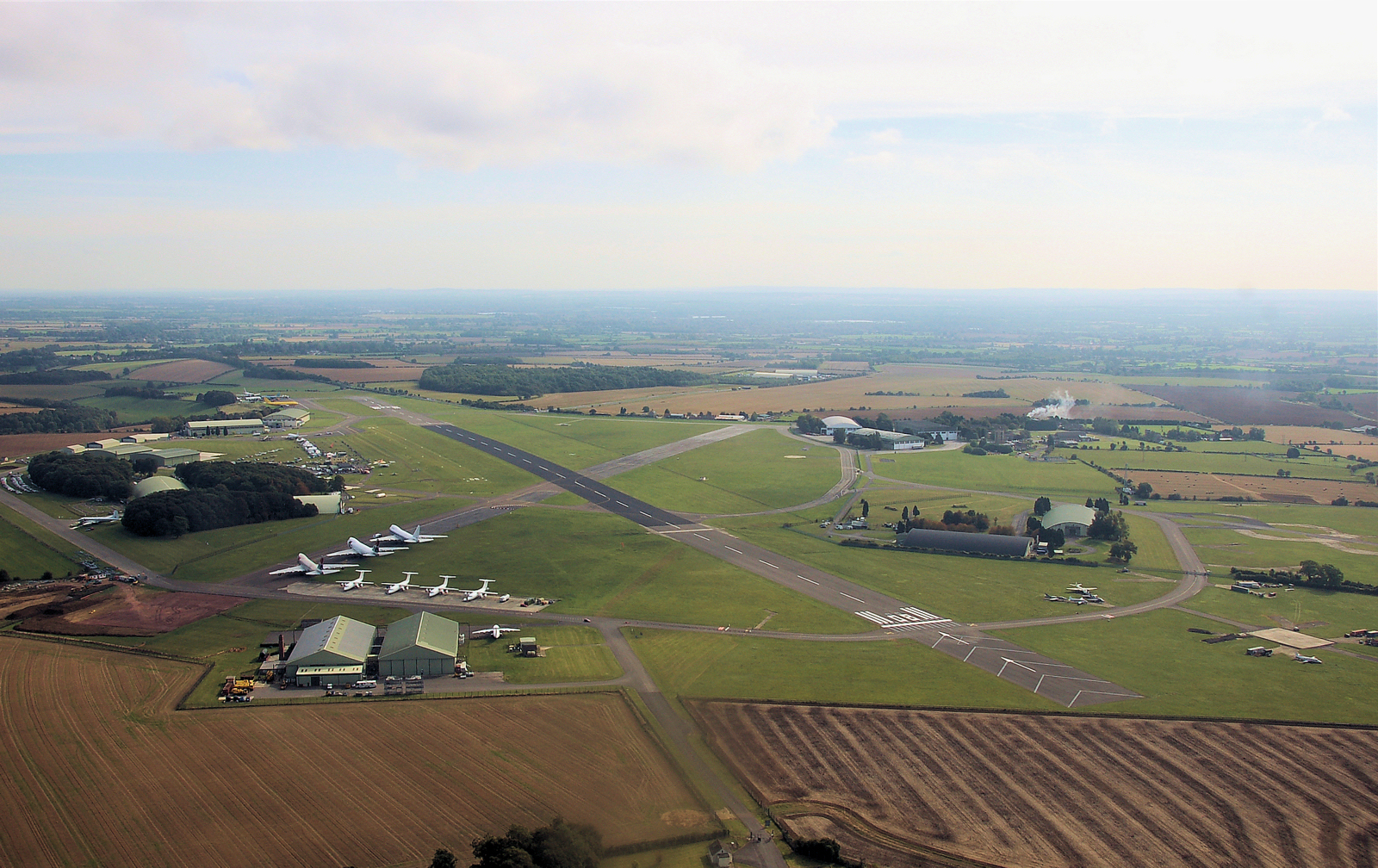
Em 2009, o Aeroporto de Kemble foi renomeado para Aeroporto de Cotswold.
Esta é a vista para o leste.

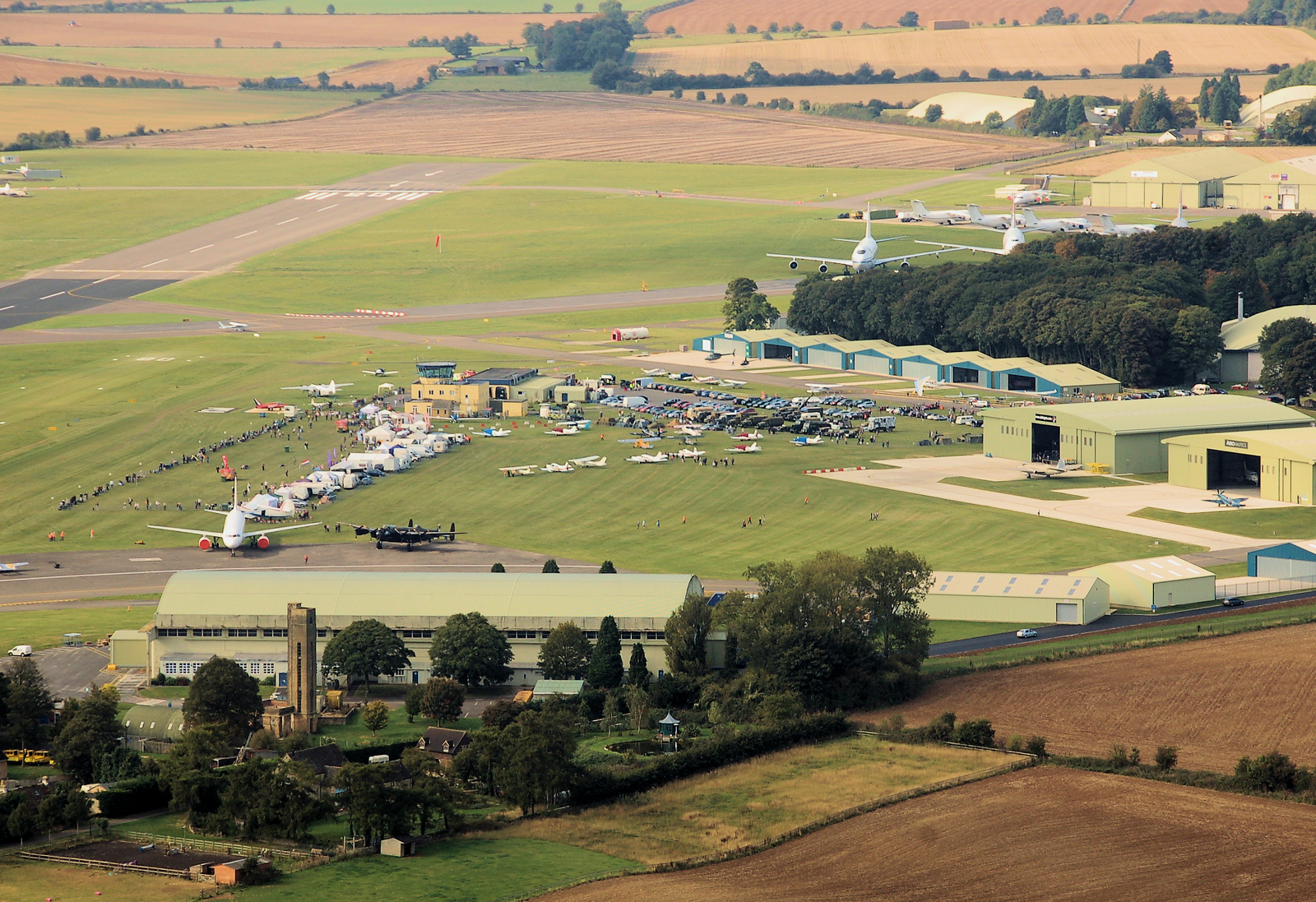
A área central do aeroporto, vista para o leste. Um show aéreo está em andamento; alguns Boeing 747 mantidos em armazenamento no aeroporto também podem ser vistos.

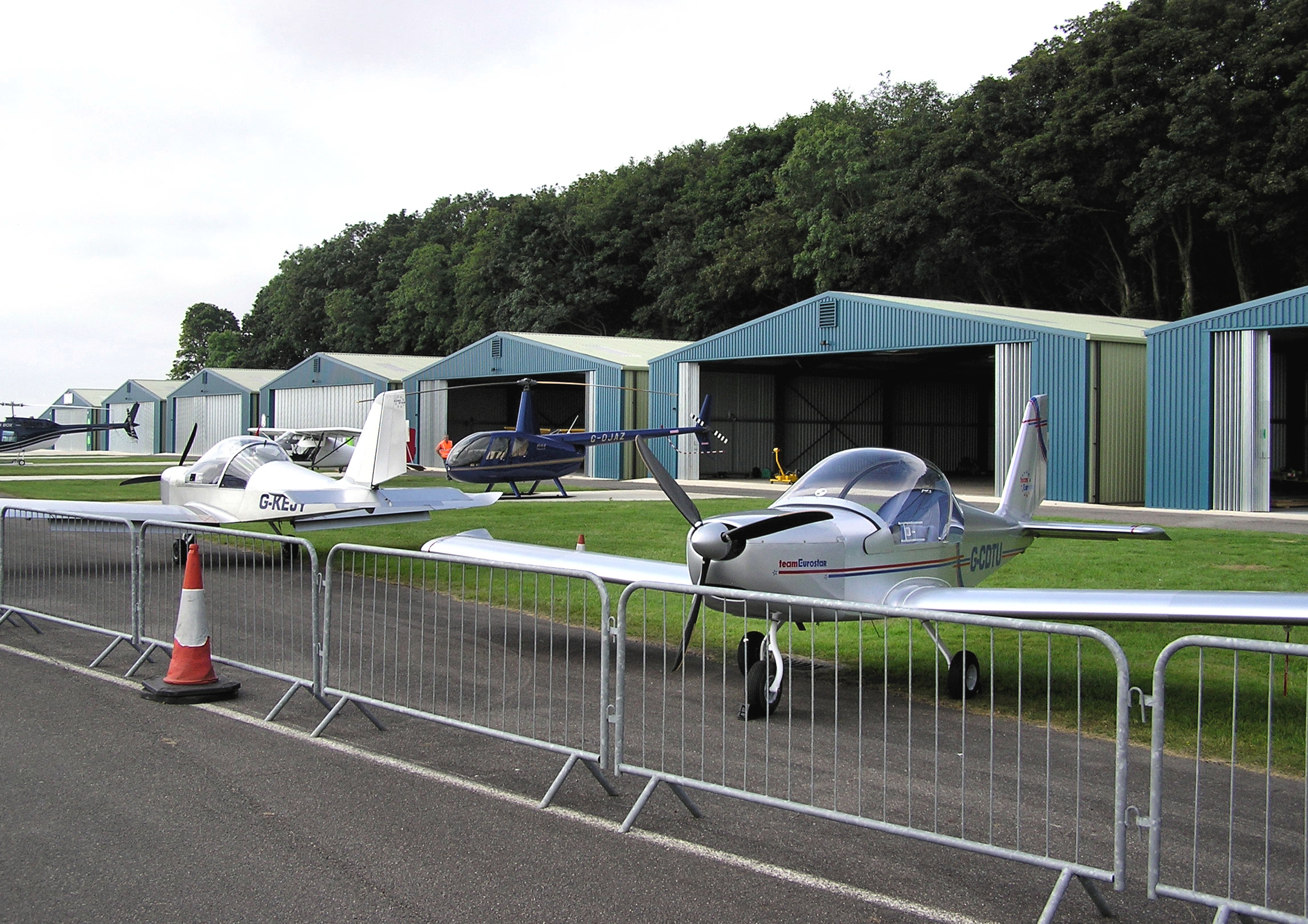
Hangares para aviões leves e helicópteros.

Em agosto de 2009, o aeroporto recebeu um CLEUD (Certificado de Uso Legal) como aeroporto comercial para que o futuro seja garantido como aeroporto e o desenvolvimento para esse fim possa ocorrer. O Resource Group (anteriormente Lufthansa Resource Technical Training) transferiu suas instalações de Treinamento Básico Aprovado pela EASA Part 147 para o Aeroporto de Cotswold, com uma instalação construída para esse fim, inaugurada na primavera de 2010. Isso tem o efeito de trazer vários empregos para a região, bem como apoiar os estabelecimentos de infraestrutura, como lojas e hotéis. Há cerca de 50 estudantes de engenharia estacionados lá durante todo o ano.
O local foi renomeado Aeroporto de Cotswold em 2009, tendo operado anteriormente como "Aeroporto de Kemble" ou "Aeródromo de Kemble".
O aeroporto possui uma Licença Ordinária CAA (Número P863), que permite voos para transporte público de passageiros ou para instrução de voo conforme autorizado pelo licenciado (Kemble Air Services Limited). O aeródromo tem uma pista de tarmacadam que suporta aeronaves de grande porte, como o Boeing 747.
O aeroporto de Aston Down fica a 4,8 km a noroeste e às vezes foi confundido com o Aeroporto de Cotswold por pilotos visitantes. Anteriormente pertencia à RAF, mas agora é usado para voo à vela pelo Cotswold Gliding Club.

## Outros usos
O aeroporto abriga a Chevron Aircraft Maintenance, uma instalação de manutenção de aeronaves aprovada pela EASA part 145 e está sediada no aeroporto desde janeiro de 2004, realizando manutenção, armazenamento e desmantelamento de aeronaves.
É também a base operacional da Air Salvage International, que se descreve como a principal empresa de desmantelamento de aeronaves da Europa. A Air Salvage mudou-se de Alton, Hampshire no final de 2009 para o Aeroporto de Cotswold, estabelecendo uma base no Hangar J1. Durante 2010, a empresa ocupou mais de 130.000 pés quadrados (12.000 m2) de espaço de hangar anteriormente usado pela Aeronautic and Delta Jets, e cresceu substancialmente desde então. Em 2017, o aeroporto foi descrito como "o principal local de reciclagem de aviões da Europa".
Entre 1996 e 2012, hangares do aeroporto abrigaram as exposições da Bristol Aero Collection.
O aeroporto também foi usado para testes em linha reta da Fórmula 1, e possui uma das maiores pistas de corrida para carros de controle remoto no Reino Unido.
Quando o aeroporto foi utilizado pela RAF, possuía duas pistas de superfície dura (31/13 e 26/08). No entanto, a pista norte-sul foi fechada. A partir de 2017, é usado apenas como pista de táxi e estacionamento de aeronaves.

## Futuro
Uma proposta foi apresentada em 2015 para uma "aldeia sustentável" com lojas e instalações de lazer a serem construídas no local de 420 acres (170 ha).
No entanto, esse desenvolvimento não ocorreu. A partir de 2018, o recém-nomeado gerente do aeroporto, Christian Ackroyd (ex-coronel e piloto do Exército) anunciou sua intenção de aumentar e diversificar os negócios de aviação. Isso inclui planos para novos hangares, uma nova abordagem de GNSS (GPS) para permitir mais uso de jatos corporativos e uma organização de manutenção Part 145 baseada no aeroporto.
Em 26 de outubro de 2020, o aeroporto anunciou que era o local de preservação do "G-CIVB", um Boeing 747-400 anteriormente operado pela British Airways em uma pintura retrô "Negus", onde servirá como local de eventos, local de conferências e fuselagem educacional.

## Na cultura popular
O aeroporto tem sido usado como local de filmagem para vários programas e séries de televisão, incluindo: Top Gear, Casualty, Ultimate Force, Car of the Year Show, Wheeler Dealers, Classic Car Club, Drop the Celebrity e Fifth Gear.